# თ
Tani (asomtavruli Ⴇ, nuskuri ⴇ, mkhedruli თ, mtavruli Თ) là chữ cái thứ 9 trong bảng chữ cái Gruzia.
Trong hệ thống chữ số Gruzia, თ có giá trị là 9.
თ thường đại diện cho âm tắc răng vô thanh /t/, giống như cách phát âm của ⟨t⟩ trong "table".

## Chữ cái
| asomtavruli | nuskuri | mkhedruli |
| ----------- | ------- | --------- |
|             |         |           |

## Mã hóa máy tính
| asomtavruli | nuskuri | mkhedruli |
| ----------- | ------- | --------- |
| U+10A7      | U+2D07  | U+10D7    |

## Chữ nổi
| mkhedruli |
| --------- |
|           |